# Megaelosia boticariana
Megaelosia boticariana es una especie de ránidos de la familia Leptodactylidae.

## Distribución geográfica
Es  endémica de Brasil.